# Jakobinerkuckuck

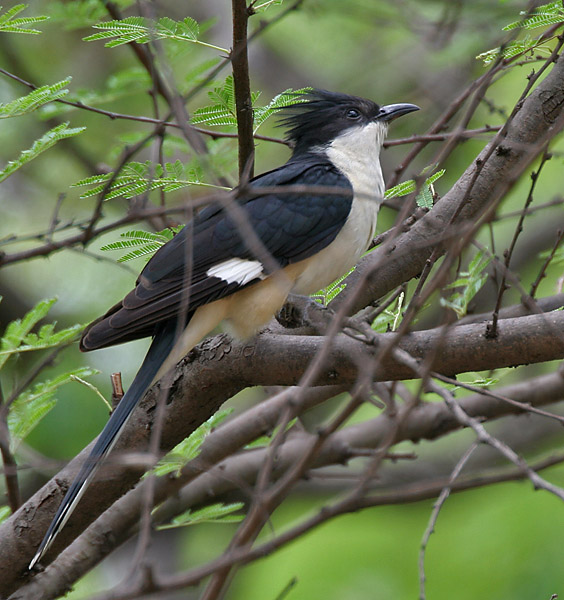
Jakobinerkuckuck, Hyderabad

Der Jakobinerkuckuck (Clamator jacobinus, Syn.: Oxylophus jacobinus), auch Elsterkuckuck genannt,  ist eine Art aus der Familie der Kuckucksvögel, die zur Gattung der Schopfkuckucke (Clamator) gehört. Er ist ein mittelgroßer, schlanker Kuckuck, der in Afrika und Asien brütet und im Nahen Osten ein Durchzieher ist. In Teilen seines indischen Verbreitungsgebietes gilt er als Ankündigen des Monsuns, weil seine Rückkehr mit dem Einsetzen des Regens zusammenfällt. In weiten Teilen seines Verbreitungsgebietes ist der Jakobinerkuckuck jedoch ein Standvogel. Es werden drei Unterarten unterschieden.
Wie viele Arten innerhalb der Kuckucke ist der Jakobinerkuckuck ein obligatorischer Brutparasit, der seinen Nachwuchs nicht selber groß zieht. Der Brutparasitismus dieser Art ist seit langem bekannt. Jahangir, ein Herrscher des Mogulreiches (1605–1627), hielt bereits fest, dass der Jakobinerkuckuck Timalien als Wirtsvögel nutze. Der Jakobinerkuckuck ist damit nach dem Indischen Koel und dem eurasischen Kuckuck die historisch gesehen dritte Art, für den Menschen dies festhielten.

## Merkmale

### Nominatform
Die Nominatform C. j. jacobinus erreicht eine Körperlänge von 34 Zentimeter, auf den Schwanz entfallen dabei durchschnittlich rund 16 Zentimeter. Der Schnabel hat eine Länge von 2,1 Zentimeter. Die Männchen wiegen in der Brutzeit durchschnittlich 78 Gramm, die Weibchen sind mit durchschnittlich 90 Gramm etwas schwerer. Insgesamt ist die Nominatform die kleinste Unterart.
Es gibt keinen ausgeprägten Geschlechtsdimorphismus. Sowohl bei Männchen als auch den Weibchen der Nominatform sind der Kopf von der Schnabelbasis über die Augen bis zu dem Nacken, die Federhaube und die Körperoberseite glänzend schwarz. Die ansonsten schwarzen Flügel weisen einen auffallenden weißen Spiegel auf, der durch die Basis der Handschwingen zwei bis neun gebildet werden. Die Körperunterseite ist weiß, der Schwanz ist gestuft, die schwarzen Steuerfedern weisen weiße Spitzen auf.
Jungvögel sind matter gefärbt als die adulten Vögel. Ihr Gefieder variiert von einem dunkelbraun bis zu einem matten Schwarz, die Federhaube ist bei ihnen noch etwas kleiner. Der Flügelspiegel ist etwas kleiner und nicht rein weiß wie bei adulten Vögeln. Die Nestlinge sind beim Schlupf nackt und haben zunächst eine rosa bis orange-rosa Haut. Nach 48 Stunden ist die Hautfarbe braun-violett. Sie haben einen weißen Eizahn und am Zungenende einen schwarzen Punkt.
Die Iris ist dunkelbraun und nur bei Jungvögeln blassgelb. Der leicht gebotene Schnabel ist schwarz, bei Jungvögeln ist er etwas bräunlicher.
In der Orientalis gibt es keine Art, mit der der Jakobinerkuckuck verwechselt werden kann. In Afrika überlappt sich das Verbreitungsgebiet des Jakobinerkuckucks mit dem ähnlich aussehenden Kapkuckuck, der gleichfalls zur Gattung der Schopfkuckucke gehört. Der Jakobinerkuckuck ist kleiner, hat einen kürzeren Schwanz, eine weiße Kehle und Brust.

### Besondere Merkmale der Unterarten
Die Unterart C. j. pica ist etwas größer als die Nominatform. Die Körperunterseite ist nicht weiß, sondern eher gelblich beige. Zwischen den asiatischen und afrikanischen Populationen dieser Unterart lässt sich kein optischer Unterschied erkennen.
Die Unterart C. j. serratus, die im Süden Afrikas vorkommt, ist die größte Unterart. Es gibt zwei Farbmorphen; Eine ist auf der Körperoberseite glänzend Schatz und grau weiß bis weiß auf der Körperunterseite. Die Federschäfte an Kehle und Brust weisen dunkle Markierungen auf. Die Flanken sind dunkelgrau. Die zweite Farbamorphe ist bis auf den weißen Flügelspiegel völlig glänzend schwarz. Es gibt Indizien, dass diese Unterart auf spezifische Wirtsvögel spezialisiert hat und sich diesen Wirtsvögeln auch durch Eiermimikry angepasst hat.

## Verbreitung

Verbreitungskarte des Jakobinerkuckucks. Dunkelgrün: ganzjährig. Gelb: nur Sommer. Hellblau: Überwinterungsgebiete. Beige: Durchzugsgebiet

Der Jakobinerkuckuck ist ein Vogel der Afrotropis und Orientalis. Er kommt damit vom subsaharischen Afrika über den Iran bis nach Sri Lanka und Burma vor. Vereinzelt werden Vögel dieser Art sogar in Tibet beobachtet.
Folgendes sind die Verbreitungsgebiete der Unterarten:
- C. j. jacobinus ist die Nominatform. Die Nominatform kommt im äußersten Süden Indiens sowie in Sri Lanka vor. Zugvögel dieser Art wurden bereits in Simbabwe, Mozambique und im Natal aufgefunden. Es ist die kleinste Unterart.
- C. j. pica hat ein disjunktes Verbreitungsgebiet mit Populationen sowohl in Afrika als auch in Asien. Er kommt in Asien im nördlicheren Indien, in Nepal, im Südosten Tibets, in Bangladesch sowie im Süden und im Zentrum von Burma vor. Vereinzelt sind Individuen auch in Thailand zu beobachten. Eine weitere Population lebt in der Region vom Südosten Irans, Afghanistan und im Osten Pakistans. Ein großer Teil der asiatischen Population dieser Unterart zieht im Winterhalbjahr nach Afrika und überquert bei ihrem Zug den Süden der arabischen Halbinsel. In Afrika kommt diese Unterart vom Süden Mauretaniens bis in den Süden von Mali, Burkina Faso, Senegal und Gambia bis nach Äthiopien und Somalia vor. Im Süden reicht das Verbreitungsgebiet bis in den Norden von Sambia und Malawi sowie Tansania.[4] Die Unterart überwintert südlich des Äquators.
- C. j. serratus ist die Unterart, die im äußersten Süden Afrikas vorkommt. Das Verbreitungsgebiet liegt südlich des Sambesis und reicht bis in den Osten Botswanas, Namibia, Simbabwe und den Süden Sambias. Die Unterart zählt zu den Zugvögeln. Sie überwintern in Kenia, Eritrea, Äthiopien und dem Sudan. Im Winterhalbjahr ist diese Unterart im Norden Kenias, in Eritrea, Äthiopien und Sudan anzutreffen.

## Lebensraum

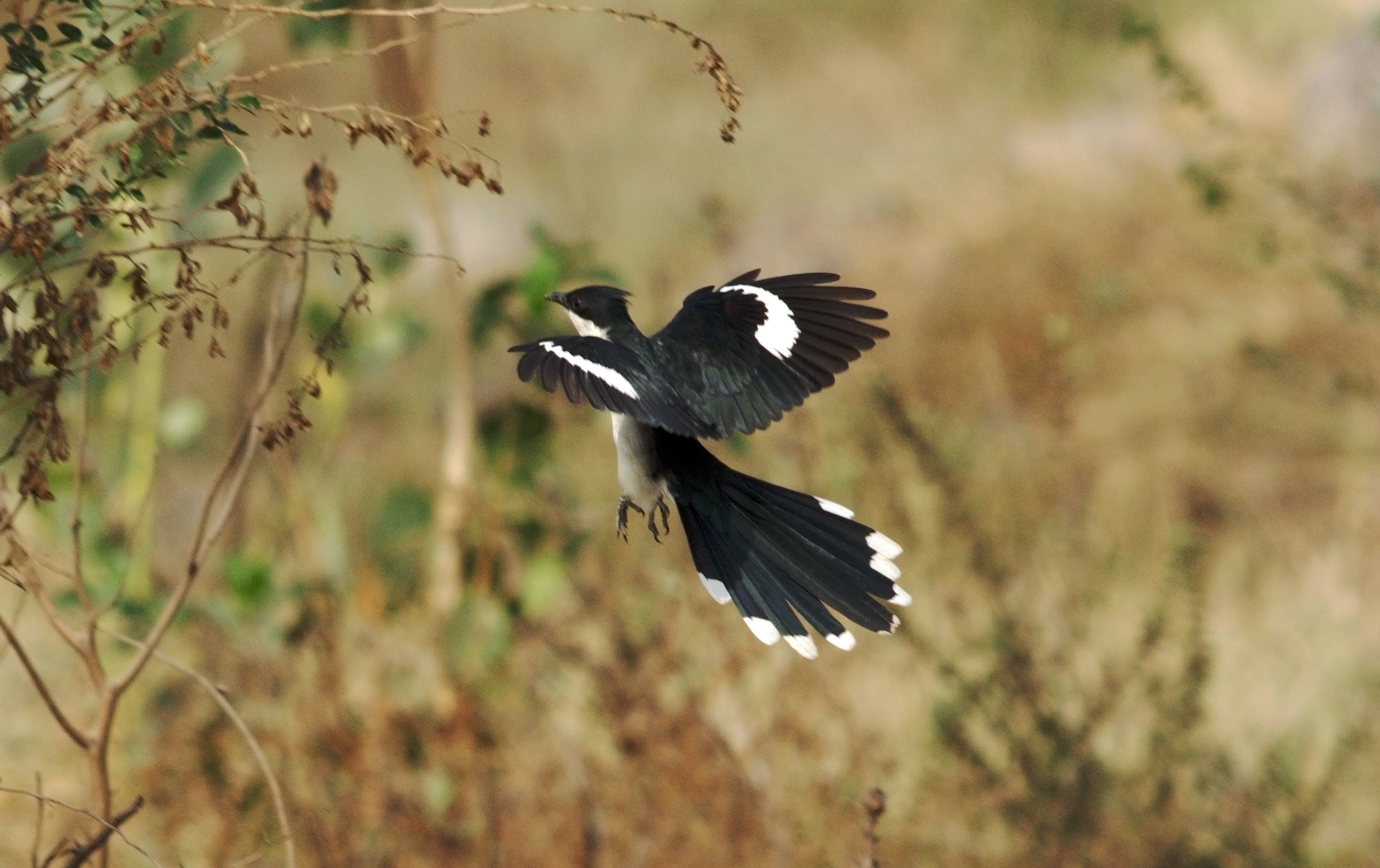
Jakobinerkuckuck im Landeanflug

Der Lebensraum des Jakobinerkuckucks sind trockene, locker bestandenes Waldland und Gras-Dornbusch-Steppen. Sie kommen auch in Gärten und in Baumplantagen vor, fehlen jedoch in dichten Wäldern. In Westafrika sind typische Lebensräume semiaride Teile der Sahel, Dickichte in Marschland sowie Savannen, die mit Bäumen und Sträuchern aus der Gattung der Mimosen oder Akazien bestanden sind. Im Inneren Afrikas sowie im Osten und Süden besiedeln sie Gras-Dornbusch-Steppen, locker baumbestandene Gebiete und Agrarland in Höhen unterhalb von 1000 Metern. In Indien kommen sie sowohl in Halbwüsten als auch in niederschlagsreicheren Regionen mit laubabwerfenden Bäumen vor. Dort sind sie sowohl in dorf- als auch in stadtnahen Hainen häufig anzutreffen. Sie kommen von den Tiefebenen bis in Höhenlagen von 2600 Metern vor, wurden während des Zuges auch schon in Höhenlagen von 4270 Metern angetroffen.

## Lebensweise
Während der Brutzeit ist der Jakobinerkuckuck nur während der Balz in kleineren Trupps zu beobachten. Sie fallen dann durch ihre Rufduelle und ihre teils aggressiven Verfolgungsjagden auf. Außerhalb der Balzzeit sind sie während der Brutzeit meist einzeln zu beobachten.

### Nahrung und Nahrungssuche

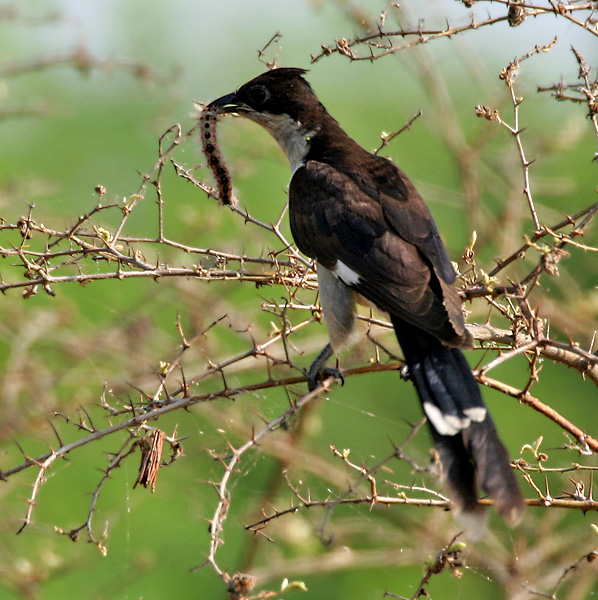
Jakobinerkuckuck mit Raupe

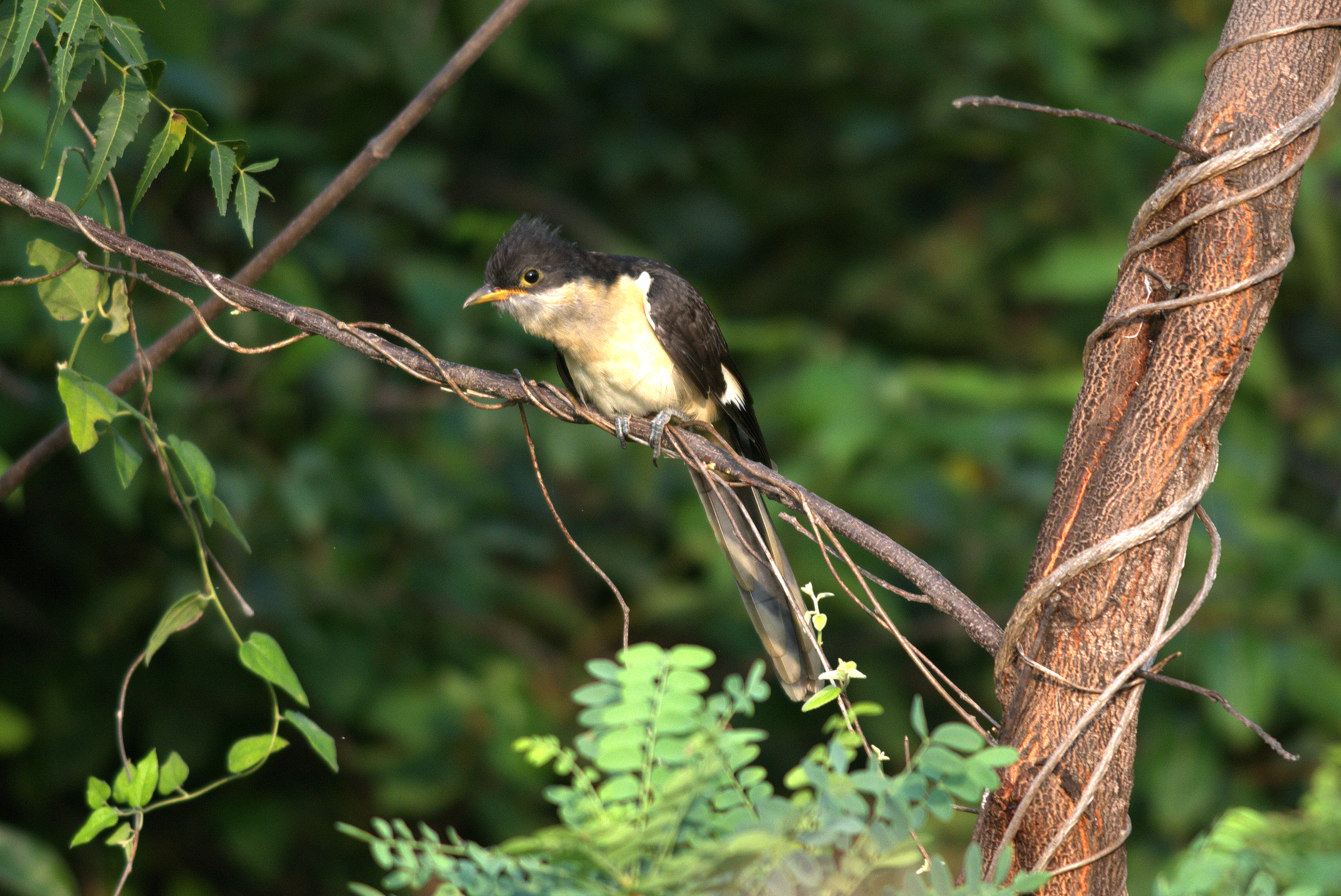
Jungvogel des Jakobinerkuckucks

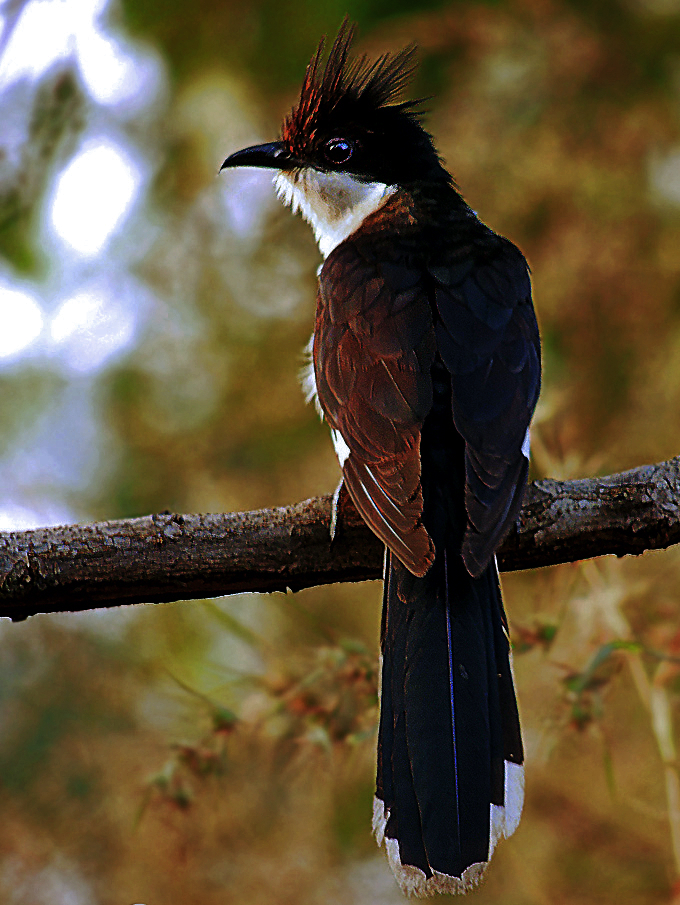
Jakobinerkuckuck

Jakobinerkuckuck sind häufig dabei zu beobachten, wenn sie in niedrigem Buschwerk, auf Bäumen oder auf dem Boden nach Nahrung suchen oder offen beispielsweise auf Telefondrähten sitzend rufen. Fliegenden Insekten versuchen sie in einem flatternden Flug zu erhaschen.
Ihre Nahrung besteht überwiegend aus Raupen. Wie viele Kuckucke fressen sie auch stark behaarte Raupen, die von anderen Vogelarten verschmäht werden. Vor dem Verzehr dieser Beutetiere versuchen sie sowohl den Darminhalt als auch die Haare zu entfernen. Sie fressen daneben auch andere große Insektenlarven, Termiten, Käfer, Ameisen, Gottesanbeterinnen, Grillen und Heuschrecken, Schnecken sowie gelegentlich auch Vogeleier. Auch das Fressen von Beeren sowie gelegentlich sogar grünen Blätter ist nachgewiesen.

### Fortpflanzung
Die Brutzeit der Jakobinerkuckucke fällt gewöhnlich mit der Regenzeit zusammen. Entsprechend finden sich Eier dieser Kuckucksart in Äthiopien im Zeitraum März bis Juli sowie im Oktober. In der Republik Südafrika fällt die Eiablage dagegen in die Monate Oktober bis März. Die Legezeit eines einzelnen Weibchens kann sich bis zu zehn Wochen hinziehen.
Jakobinerkuckucke sind obligatorische Brutschmarotzer, sie zeigen bei der Eiablage Verhaltensweisen, wie sie für brutschmarotzende Kuckucke typisch sind. Das Weibchen beobachtet von einer möglichst verdeckten Ansitzwarte aus das Nest der Wirtsvögel. Das Männchen lenkt die Wirtsvögel ab und das Weibchen legt innerhalb weniger Sekunden ihr Ei in deren Nest ab. Gewöhnlich währt die Eiablage nicht länger als 10 Sekunden. Weibchen legen gewöhnlich mit einem Legeabstand von zwei Tagen, ebenfalls ein Charakteristikum vieler brutschmarotzender Kuckucke. Es ist bislang nicht nachgewiesen, dass die Weibchen während der Eiablage ein Ei aus dem Nest des Wirtsvogels entfernen, wie es bei anderen Kuckucken typisch ist. Es wurde aber im Kropf eines legebereiten Weibchens ein Ei einer anderen Vogelart gefunden, die typischerweise zu den Wirtsvögeln zählt. Nach der Eiablage balzt das Männchen erneut um das Weibchen, indem es ihr Futter anbietet, und es kommt erneut zur Paarung.
Aufgrund des großen Verbreitungsgebietes parasitieren Jakobinerkuckuck eine sehr große Bandbreite unterschiedlicher Wirtsvogelarten. Zu den nachgewiesenen Wirtsvogelarten im Süden Afrikas gehören dazu unter anderem Graubülbül, Palmtaube, Rotzügel-Mausvogel und Braunflügel-Mausvogel. In Indien sind es überwiegend Arten der Gattung Turdoides.
Die Eier der Jakobinerkuckucke, die in Indien sowie im nördlichen afrikanischen Verbreitungsgebiet ihr Brutareal haben, weisen eine Ähnlichkeit mit den Eier von Timalien auf. Sie sind allerdings etwas größer, von runderer Form und von einem blasseren Blau. Die Eier weisen keine Ähnlichkeit mit den Eiern der Bülbüls auf, was auch ein Indiz ist, dass diese Wirtsvogelart noch nicht lange vom Jakobinerkuckuck parasitiert werden: Der typische Abwehrmechanismus – die Entfernung von Eiern, die sich vom übrigen Gelege unterscheiden – hat sich bei dieser Familie noch nicht entwickelt.
Die Jakobinerkuckuck-Nestlinge schlüpfen nach einer Brutzeit von elf bis zwölf Tagen. Sie schlüpfen damit früher als dies beispielsweise für afrikanische Bülbüls typisch ist. Bis jetzt ist nicht beobachtet worden, dass die Nestlinge des Jakobinerkuckucks andere Nestlinge oder Eier aus dem Nest werfen. Ähnlich wie bei dem zur selben Gattung gehörenden und gut untersuchten Häherkuckuck scheinen Nestlinge den Nachwuchs der Elternvögel zu dulden, allerdings sind sie durchsetzungsstärker. Ihre Nestgeschwister werden von den frühreiferen Jakobinerkuckucke häufig niedergetrampelt oder verkümmern, weil sie nicht ausreichend Futter erhalten.
Die Nestlinge des Jakobinerkuckucks sind zunächst blind, ihre Augen öffnen sich erst am sechsten Tag. Sie sind in der Regel am 15. Lebenstag voll befiedert und verlassen gewöhnlich am 17. Lebenstag das Nest, sind dann aber noch für weitere 15 bis 25 Tage darauf angewiesen, dass sie von den Wirtsvögeln gefüttert werden.

## Bestand
Jakobinerkuckucke gelten als eine nicht bedrohte Vogelart, da ihr Verbreitungsgebiet groß ist und sie in Teilen des Verbreitungsgebietes häufig sind. Sie sind auch in semiariden Regionen vergleichsweise unempfindlich gegenüber Lebensraumveränderungen.
Häufig ist diese Kuckucksart vor allem im trockenen, locker baumbestandenen Regionen Afrikas. In der Republik Südafrika im Süden des Verbreitungsgebietes jedoch flukturiert der Bestand über die Jahre. Im Senegal und in Gambia ist der Jakobinerkuckuck selten, dagegen in Kenia und dem Norden Tansanias ein in bestimmten Jahreszeiten häufiger Vogel. Auch in Äthiopien zählt der Jakobinerkuckuck zu den häufigen Vögeln.
In Pakistan ist der Jakobinerkuckuck ein häufiger Brutvogel. Besonders häufig ist er rund um Islamabad. In Nepal ist er dagegen nur gelegentlich im Sommer zu beobachten. Auch in Burma ist er nur ein gelegentlicher Brutvogel, dagegen ist er regional in Indien häufig.

## Einzelbelege
1. ↑  Khachar,Shivrajkumar: Pied Crested Cuckoo Clamator jacobinus – the harbinger of the monsoon. In: J. Bombay Nat. Hist. Soc. 86. Jahrgang, Nr. 3, 1989, S. 448–449.
2. 1 2 3 4 5  Erhitzøe, Mann, Brammer, Fuller: Cuckoos of the World. S. 270.
3. ↑  Davies: Cuckoos, Cowbirds and Other Cheats. S. 3
4. 1 2 3 4  Erhitzøe, Mann, Brammer, Fuller: Cuckoos of the World. S. 271.
5. 1 2 3 4 5 6 7 8  Erhitzøe, Mann, Brammer, Fuller: Cuckoos of the World. S. 272.
6. ↑  Davies: Cuckoos, Cowbirds and Other Cheats. S. 104.
7. ↑  Erhitzøe, Mann, Brammer, Fuller: Cuckoos of the World. S. 273.